# 秦德公
秦德公（前710年—前676年），嬴姓，春秋时期秦国君主。秦憲公次子，秦武公之弟，秦出子之兄，在位2年。

## 生平
前678年，秦武公去世，其子公子白受封于平陽（今陕西省岐山县西南），未能繼位，其弟秦德公继位。
前677年，秦德公将秦国首都迁至雍城（今陕西省凤翔县），并用牛羊猪各三百头在鄜畤祭祀天地，占卜居住在雍城是否适宜。占卜的结果是：后代子孙将在黄河边饮马。同年，梁、芮两国国君前来朝见。
前676年，初次设立伏祭，在城邑四门杀狗祭祀，祛除传播疾病的暑气。
秦德公有三个儿子，长子秦宣公、次子秦成公、少子秦穆公。前676年，秦德公去世，葬于阳，长子秦宣公继位。